# 전수경
전수경(한국 한자: 全秀卿, 1966년 8월 27일 ~ )은 대한민국의 뮤지컬, 영화 배우이다.
KBS 11기(85년 4월) 공채 탤런트 시험에 응시했으나 얼굴이 길다는 이유로 탈락했고 다음 해인 1986년 3월 MBC 18기 공채 탤런트 시험을 봤지만 역시 얼굴이 길다는 이유로 탈락했다.

## 학력
- 이천양정여자중학교 졸업 (1982년)
- 이천양정여자고등학교 졸업 (1985년)
- 한양대학교 연극영화학과 학사 (86학번)

## 출연작

### 영화
- 1989년 《새앙쥐 상륙작전》 ... 용주 역
- 1990년 《캬바레부인》 ... 박선희 역
- 1992년 《미녀와 야수》 ... 벨 역 (Song Voice)
- 1995년 《돈을 갖고 튀어라》 ... 선아 역
- 1996년 《고스트 맘마》 ... 강혜경 역
- 1997년 《헤라클레스》 ... 칼리오페/뮤즈 역 (Voice)
- 1998년 《투캅스 3》 ... 유괴아 모 역
- 2000년 《주노명 베이커리》 ... 케익 반품 아줌마 역 (특별출연)
- 2002년 《공공의 적》 ... 생수 아줌마 역
- 2003년 《역전에 산다》 ... 제니 역
- 2007년 《최강 로맨스》 ... 최동숙 역
- 2007년 《싸움》 ... 향미 역
- 2008년 《가루지기》 ... 주모 역
- 2009년 《내 눈에 콩깍지》 ... 편집장 역
- 2009년 《낙원 - 파라다이스》 ... 아람 역
- 2010년 《주문진》 ... 순녀 역 (특별출연)
- 2010년 《김종욱 찾기》 ... 수경 역
- 2010년 《마이 블랙 미니드레스》 ... 작가 역
- 2011년 《마마》 ... 희경 역
- 2012년 《간기남》 ... 중국집 주인 역 (우정출연)
- 2012년 《가문의 영광 5 - 가문의 귀환》 ... 고 여사 역
- 2013년 《뜨거운 안녕》 ... 원장 수녀 역
- 2013년 《결혼전야》 ... 드레스샵 원장 역 (특별출연)
- 2014년 《연애 징크스!!!》
- 2015년 《위험한 상견례 2》 ... 조강자 역
- 2019년 《귀신의 향기》 ... 희수 역
- 2020년 《오케이! 마담》 ... 시어머니 역

### 드라마
- 2008년 SBS 《떼루아》 ... 옥림 이모 역
- 2011년 MBC 주말드라마 《반짝반짝 빛나는》 ... 이은정 역 (특별출연)
- 2011년 채널A 《컬러 오브 우먼》 … 성아심 역
- 2012년 KBS2 주말연속극 《넝쿨째 굴러온 당신》 ... 남남구의 내연녀 역
- 2012년 MBC 수목드라마 《아이두 아이두》 ... 패션쇼 대행사 직원 역 (특별출연)
- 2013년 MBC 주말드라마 《금 나와라, 뚝딱!》 ... 몽희의 노점상 근처 가게 주인 역 (특별출연)
- 2013년 JTBC 월화드라마 《그녀의 신화》 ... 김미연 역
- 2014년 tvN 금토드라마 《응급남녀》 ... 병원장 역 (특별출연)
- 2014년 TV조선 주말 특별기획 드라마 《불꽃 속으로》 ... 양화자 역
- 2014년 MBC 주말 특별기획 드라마 《마마》 ... 권도희 역
- 2014년 MBC 단막극 《드라마 페스티벌 - 원녀일기》 ... 월매 역
- 2015년 SBS 주말 특별기획 드라마 《이혼변호사는 연애중》 ... 이연희 역 (특별출연)
- 2017년 SBS 드라마 스페셜 《사임당, 빛의 일기》 ... 서씨 부인 / 창민 모 역
- 2017년 tvN 금토드라마 《시카고 타자기》 ... 왕방울 역
- 2017년 JTBC 금토드라마 《품위있는 그녀》 ... 서대표 역
- 2017년 SBS 주말 특별기획 드라마 《언니는 살아있다》 ... 비키 정 역
- 2017년 KBS2 주말드라마 《황금빛 내 인생》 ... 노진희 역
- 2018년 JTBC 월화드라마 《으라차차 와이키키》 ... 건물주 역 (특별출연)
- 2018년 KBS2 수목드라마 《추리의 여왕 2》 ... 남복순 역 (특별출연)
- 2018년 MBC 주말연속극 《부잣집 아들》 ... 나영애 역
- 2018년 MBC 수목드라마 《시간》 ... 장옥순 여사 역
- 2018년 드라맥스 & MBN 《마성의 기쁨》 ... 공진양 역
- 2018년 MBC 수목드라마 《내 뒤에 테리우스》 ... 안다정 역 (특별출연)
- 2018년 SBS 월화드라마 《복수가 돌아왔다》 ... 채민 모 역
- 2019년 SBS 드라마 스페셜 《황후의 품격》 ... 은황후 역
- 2019년 JTBC 월화드라마 《으라차차 와이키키 2》 ... 게스트하우스 사장 역 (특별출연)
- 2019년 tvN 토일드라마 《날 녹여주오》 ... 중년 마동주 역
- 2020년 MBC 수목드라마 《미쓰리는 알고 있다》 ... 부녀회장 역
- 2020년 KBS2 수목드라마 《도도솔솔라라솔》 ... 임자경 역
- 2020년 KBS2 수목드라마 《바람피면 죽는다》 ... 윤형숙 역
- 2021년 TV조선  토일드라마 《결혼작사 이혼작곡》 ... 이시은 역
- 2021년 TV조선  토일드라마 《결혼작사 이혼작곡 2》 ... 이시은 역
- 2022년 TV조선  토일드라마 《결혼작사 이혼작곡 3》 ... 이시은 역
- 2024년 KBS1 일일드라마 《결혼하자 맹꽁아!》 ... 정주리 / 정쌍숙 역
- 2025년 tvN 토일드라마 《별들에게 물어봐》 ... 지화자 역

### 예능
- 2019년 KBS2 《개그콘서트》 - 1000회 특집
- 2020년 MBC 에브리원 《대한외국인》 - 89회
- 2021년 KBS2 《수미산장》 - 5회
- 2022년 TV조선 《개나리학당》- 6회

### 뮤지컬
- 1990년 《캣츠》
- 1991년 《웨스트 사이드 스토리》...마리아 역
- 1991년 《사운드 오브 뮤직》
- 1992년 《코러스라인》
- 1993년 《넌센스》
- 1995년 《그리스》
- 1996년 《브로드웨이 42번가》...도로시 브록 역
- 1998년 《아가씨와 건달들》
- 1998년 《더 라이프》 ... 소냐 역
- 1999년 《갬블러》
- 2000년 《라이프》 ... 소냐 역
- 2000년 《시카고》 ... 록시 역
- 2000년~2001년 《렌트》... 조앤 역
- 2001년 《키스미 케이트》
- 2001년 《틱틱붐》 ... 수잔 역
- 2002년 《아가씨와 건달들》
- 2003년 《넌센스 잼보리》
- 2004년 《맘마미아》 ... 타냐 역
- 2004년 《브로드웨이 42번가》 ... 매기 역
- 2004년 《아가씨와 건달들》 ... 아들레이드 역
- 2005년~2007년 《메노포즈》 ... 전문직 여성 역
- 2005년 《넌센스 잼보리》
- 2006년~2007년 《맘마미아》 ... 타냐 역
- 2006년~2007년 《애니》 ... 해니건 역
- 2008년 《더 라이프》 ... 조조 역
- 2008년 《갬블러》 ... 백작부인 역
- 2009년 《맘마미아》 ... 타냐 역
- 2009년 《금발이 너무해》 ... 폴렛 역
- 2011년 《맘마미아》 ... 타냐 역
- 2012년 《캐치 미 이프 유 캔》 ... 파올라/캐롤 역
- 2012년 《라카지》 ... 마담 딩동 역
- 2014년~2015년 《시카고》 ... 마마 모튼 역
- 2014년 《라카지》 ... 마담 딩동 역
- 2016년 《맘마미아》 ... 타냐 역
- 2016년~2017년 《오! 캐롤》 ... 에스더 역
- 2017년 《브로드웨이 42번가》 ... 메기 존스 역
- 2020년 《브로드웨이 42번가》 ... 메기 존스 역
- 2022-2023년 《브로드웨이 42번가》 ... 메기 존스 역

### 연극
- 2009년 《버자이너 모놀로그》
- 2013년 《급매 행복아파트 천사호》 ... 영희 역

## 연출작
- 2006년 뮤지컬 《하이라이트》[3]
- 2007년 뮤지컬 《메노포즈》

## 수상
- 1988년 제12회 MBC 대학가요제 동상
- 1997년 제3회 한국뮤지컬대상 여우조연상 《브로드웨이 42번가》
- 1999년 제5회 한국뮤지컬대상 여우주연상 《더 라이프》
- 2002년 제8회 한국뮤지컬대상 여우주연상 《키스미 케이트》
- 2010년 제44회 납세자의 날 성실납세자상
- 2023년 신스틸러 페스티벌 in 문경 본상

## 가족 관계
- 장녀 : 주지온[4] (2002년 ~ )
- 차녀 : 주시온[4](2002년 ~ )